# Mauritz von Wiktorin

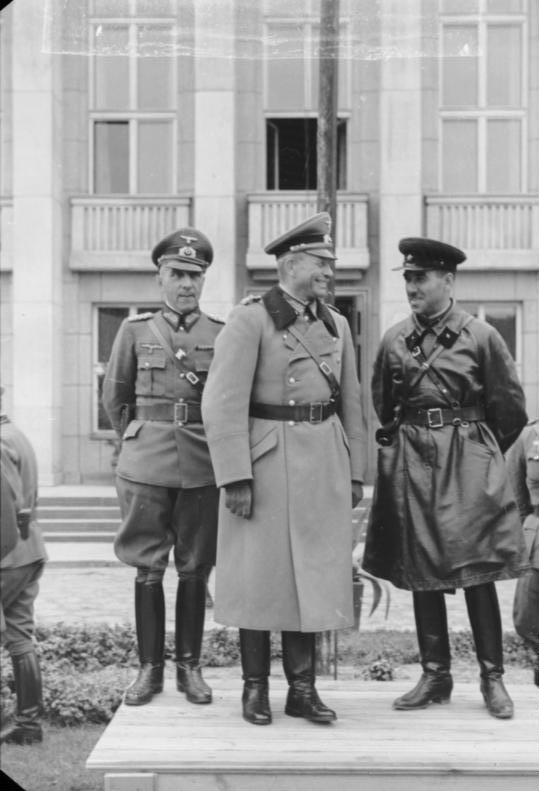
Mauritz von Wiktorin (links), Heinz Guderian und Semjon Kriwoschein. Brest-Litowsk, 22. September 1939

Mauritz von Wiktorin (* 13. August 1883 in Hainburg an der Donau; † 16. August 1956 in Nürnberg) war ein deutscher General der Infanterie österreichischer Herkunft im Zweiten Weltkrieg.

## Leben
Wiktorin diente als Offizier der k.u.k. Armee im Ersten Weltkrieg und wurde mit dem Orden der Eisernen Krone und dem Militär-Verdienstkreuz III. Klasse mit Kriegsdekoration sowie dem Eisernen Kreuz II. Klasse ausgezeichnet. Nach Ende des Krieges wechselte er in das österreichische Bundesheer und wirkte als Kommandeur und Generalstabsoffizier in verschiedenen Einheiten. Während seines Dienstes im Österreichischen Generalstab wurde er 1935 wegen nicht genehmigter Kontakte zu deutschen Behörden entlassen.
Vom Anschluss Österreichs zeigte sich Wiktorin begeistert, wurde reaktiviert und, als Generalleutnant der Wehrmacht, der Heeresgruppe 5 zugewiesen. Im Juli 1938 übernahm er das Kommando über die 20. Infanterie-Division. Als Befehlshaber führte er die 20. Infanterie-Division während des Überfalls auf Polen. Seine motorisierte Division war Teil des XIX. Armeekorps unter Heinz Guderian. Wiktorin nahm gemeinsam mit Guderian sowie dem sowjetischen General Semjon M. Kriwoschein an der gemeinsamen deutsch-sowjetischen Parade (22. September 1939) teil, nachdem die Sowjetunion am 17. September ihrerseits in Polen einmarschiert war. Er erhielt am 15. August 1940 das Ritterkreuz des Eisernen Kreuzes.
Am 25. November 1940 wurde Wiktorin Kommandierender General des XXVIII. Armeekorps. Während des Unternehmen Barbarossa führte er seine Truppen im Rahmen der 16. Armee durch Litauen an den nördlichen Luga-Abschnitt, ab September 1941 nahm sein Korps an der Leningrader Blockade teil.
Im April 1942 wurde Wiktorin abgelöst und in Führerreserve versetzt. Er stand ab Mai 1942 dem Wehrkreis XIII mit Sitz in Nürnberg vor, wurde aber nach dem Attentat auf Hitler im Sommer 1944 im November 1944 durch Karl Weisenberger ersetzt.
Wiktorin starb am 16. August 1956 in Nürnberg.